# Jorge Fondebrider
Jorge Fondebrider (Buenos Aires, 1956) is een Argentijnse schrijver, dichter, essayist, vertaler en cultuurjournalist. Hij heeft samengewerkt met de belangrijkste kranten en tijdschriften in zijn land en in het buitenland, en daarnaast heeft hij boeken van schrijvers zoals Gustave Flaubert, Claire Keegan, Patricia Highsmith, Joseph Conrad en Jack London vertaald. In 2009 was hij samen met Julia Benseñor medeoprichter van de Club de Traductores Literarios de Buenos Aires.  In 2003 ontving hij de Orde van de Academische Palmen van de Franse regering voor zijn diensten aan de Franse cultuur.

## Werken

### Poëziebundels
Zijn gepubliceerde poëziebundels zijn Elegías (1983), Imperio de la Luna (1987), Standards (1993), Los últimos tres años (2006), La extraña trayectoria de la luz. Poemas reunidos 1983–2013 (2016) en La suerte que nos toca (2022). Ook is zijn werk vertaald in het Engels (The Spaces Between, een bloemlezing vertaald door Richard Gwyn) en in het Zweeds (De tre senaste åren, vertaald door Martin Uggla.

### Non-fictieboeken
Jorge Fondebrider publiceerde ook La Buenos Aires ajena (2000), een geschiedenis van Buenos Aires verteld door buitenlanders die de stad van 1536 tot 2000 bezochten; en Versiones de la Patagonia (2003), een geschiedenis van Patagonië, verteld door verschillende versies van dezelfde feiten te confronteren, Licantropía, Historias de hombres lobos de Occidente (2004 en 2015, en onder de nieuwe titel Historias de los hombres lobos, 2015, 2016 en 2017), een geschiedenis van verhalen over weerwolven in de westerse wereld door de eeuwen heen tot heden; La París de los argentinos (2010), een geschiedenis van de Argentijnse emigratie naar Frankrijk, tevens een geschiedenis van Frankrijk gezien door Argentijnse ogen; Dublín (2019) en Una traducción de París (2023), zowel een geschiedenis als een reisverslag van die steden.

### Bloemlezingen en essays
Hij heeft vier bloemlezingen van Argentijnse poëzie en een aantal kritische essays over poëzie en andere culturele aangelegenheden geredigeerd. Onder andere: Conversaciones con la poesía argentina (1995), Tres décadas de poesía argentina (2006), Una antología de la poesía argentina. 1970-2008 (2008), Giannuzzi. Reseñas, artículos y trabajos académicos sobre su obra (2010), Otro río que pasa. Poesía Argentinië 1910-2010 (2010), Poésie récente d'Argentine. Une anthologie possible (2013), Cómo se ordena una biblioteca (2014), Cómo se empieza a narrar (2015) Poetas que traducen poesía (2015) en het verzamelde werk van César Fernández Moreno (1999) en van Joaquín O. Giannuzzi (2009) .
Vertaalde Frans- en Engelstalige literatuur en essays
Hij vertaalde ook veel boeken van hedendaagse Franse poëzie – onder meer Guillaume Apollinaire, Henri Deluy en oeken Perec, één van de Canadese auteur Lori Saint-Martin, en geannoteerde versies van Madame Bovary, Trois Contes en Bouvard et Pécuchet van Gustave Flaubert en Heart of Darkness van Joseph Conrad, evenals Welshe en Schotse auteurs (waaronder respectievelijk Richard Gwyn, Patrick McGuinness, Owen Martell en Tom Pow) en enkele Amerikanen (Jack London, Patricia Highsmith, JP Donleavy). Hij is een actieve promotor van de Ierse cultuur in Latijns-Amerika en heeft een breed scala aan auteurs geïntroduceerd bij het Spaanssprekende publiek; onder hen Anthony Cronin (Dead as Doornails), Claire Keegan (Antarctica, Walk the Blue Fields, Foster, Small Things Like These and So Late in the day), Joseph O'Connor (Ghost Light) en Moya Cannon (een bloemlezing van haar poëzie). Samen met Gerardo Gambolini koos en vertaalde hij de teksten voor Poesía irlandesa contemporánea (1999), de eerste tweetalige bloemlezing van hedendaagse Ierse poëzie gepubliceerd in een Spaanstalig land; ook een boek over de Ulster-cyclus, een verzameling traditionele Ierse korte verhalen; een boek over Anglo-Schotse ballades; en Peter Street & otros poemas (2008), van de Ierse dichter Peter Sirr. En met Sinéad MacAodha, Cuentos irlandeses contemporáneos, een omvangrijke bloemlezing van Ierse korte verhalen.